# Александар Герасимов
Александар Георгијевич Герасимов (рус. Александр Георгиевич Герасимов;  Орск, 22. јануар 1975) бивши је руски одбојкаш.

## Каријера
У каријери је играо за клубове у руској и италијанској лиги. Био је репрезентативац Русије. Године 2000. наступио је на Олимпијским играма, Русија је успела да дође до финала Игара у Сиднеју, изгубивши од репрезентације СР Југославије. Са репрезентацијом је освојио и сребро на Светском првенству 2002. године у Буенос Ајресу.
На Европским првенствима је дошао до две медаље (сребро 1999, бронза 2001. године).
Након завршетка играчке каријере, постао је одбојкашки тренер, водио је неколико клубова у Русији.

## Успеси
Русија
- медаље
- сребро: Олимпијске игре Сиднеј 2000.